# رابطة الصيادلة الباكستانيين
تأسست جمعية الصيادلة الباكستانية من قبل الدكتور نعيم أنور مظفر ، وهي الهيئة المهنية الوطنية للصيادلة وطلاب الصيدلة في باكستان. لديها مهمة لتعزيز وتوسيع مهنة الصيدلة ودور الصيادلة. وتكرس الجمعية لتحسين الصحة العامة ورعاية المرضى من خلال تعزيز التطوير المهني للصيادلة جنبا إلى جنب مع مجلس الصيدلة في باكستان.

الأهداف
•لتعزيز الصيدلية كعنصر من عناصر فريق الرعاية الصحية
•المساهمة في البرامج التعليمية للصيادلة المشاركين بالفعل في الممارسة لتحسين استخدام الأدوية والنتائج الصحية للمرضى
•لتعزيز مستويات عالية من السلوك المهني بين الصيادلة
•توفير القيادة في تحديد وتطوير وتنفيذ السياسات الصحية التي تهم الصيدلة
•عقد الندوات والندوات والمعارض والمؤتمرات
المؤتمرات
•نظمت أربعة مؤتمرات دولية خلال الفترة الأخيرة, اثنان في كراتشي والآخران في لاهور
•نظمت المؤتمر الدولي ال13 الصيدلانية والمعرض في أبريل 2006 في لاهور
•نظمت المؤتمر الدولي ال14 الصيدلانية والمعرض في عام 2007 في كراتشي
•نظمت المؤتمر الدولي ال15 الصيدلانية والمعرض في أبريل 2008 في لاهور
•نظمت المؤتمر الدولي ال16 الصيدلانية والمعرض في أبريل 2016 في لاهور
العضويات
•عضو رابطة صيدليات الكومنولث واتحاد رابطة الصيادلة الآسيويين
•الممثل الإقليمي المنتخب لآسيا في اتفاق السلام الشامل
مساعدة الكوارث
•مخيمات لمساعدة ضحايا الزلزال والمشردين داخليا في غضون 24 ساعة من حالات الطوارئ
•شكلت لجنة الكوارث الطبيعية التي تلقت مساهمات وقدمت مساعدات لضحايا كارثة الزلزال
روابط خارجية
الموقع الرسمي للمؤسسة
•	PPA official website
•		https://masood.com.pk/
•	https://masoodstore.com.pk/
تصنيف: منظمات الصيدلة في باكستان الجمعيات المهنية ذات الصلة بالصيدلة